# Некрополь Панталика
Некрополь Панталика на Сицилии содержит более 5000 гробниц, вырубленных в скалах Иблейских гор под открытым небом. Датируются периодом XIII—VII веков до н. э. и относятся к одноименной археологической культуре. Создателями некрополя были сикулы — народ, пришедший на Сицилию в конце бронзового века и принесший с собой искусство обработки железа. Памятник вместе с Сиракузами является объектом Всемирного наследия ЮНЕСКО.